# Стара Суртайка
Стара Сурта́йка (рос. Старая Суртайка) — селище у складі Красногорського району Алтайського краю, Росія. Входить до складу Бистрянської сільської ради.

## Населення
Населення — 332 особи (2010; 386 у 2002).
Національний склад (станом на 2002 рік):
- росіяни — 95 %